# موتوياما
موتوياما هي بلدية في اليابان، وبلدة في اليابان، تقع في كوتشي، ومقاطعة ناغاوكا، بلغ عدد سكانها 3,510 نسمة وذلك حسب إحصائيات سنة 2018، تبلغ مساحتها 134.22 كيلومتر مربع.

## توأمة
لموتوياما اتفاقيات توأمة مع:
- أوراوسو (27 فبراير 1999 - )